# Сырчин, Александр Георгиевич
Алекса́ндр Гео́ргиевич Сы́рчин (19 февраля 1960, Реж, Свердловская область — 13 августа 1999, Лесной, Свердловская область) — российский поэт.

## Биография
Александр Георгиевич Сырчин родился 19 февраля 1960 года в городе Реж Свердловской области в семье рабочих. Большую часть своей короткой жизни прожил в Лесном.
Учился в Свердловском пединституте, не окончив его. Сменил ряд профессий (плотник, экспедитор и др.), пока не стал корреспондентом городского радио. Один из основателей клуба «Любители изящной словесности» при Центральной городской библиотеке имени П. Бажова в Лесном.
С 1990 года публиковался в журналах «Литературная учёба», «Юность», «Урал», в антологиях поэзии закрытых городов, в местной периодике. Некоторые публикации выходили под псевдонимом "А. Куклин".
В 2000 году в Лесном издана посмертная книга стихотворений Александры Сырчина «Всё о себе сказать начистоту…». Несколько стихов положены на музыку Владимиром Стругановым.
Александр Георгиевич Сырчин представлен в энциклопедии «Атомные города Урала. Город Лесной» (Екатеринбург, 2012).
Умер 13 августа 1999 года. Похоронен на Старом кладбище Лесного (75-й пикет).